# 哥特堡美術館

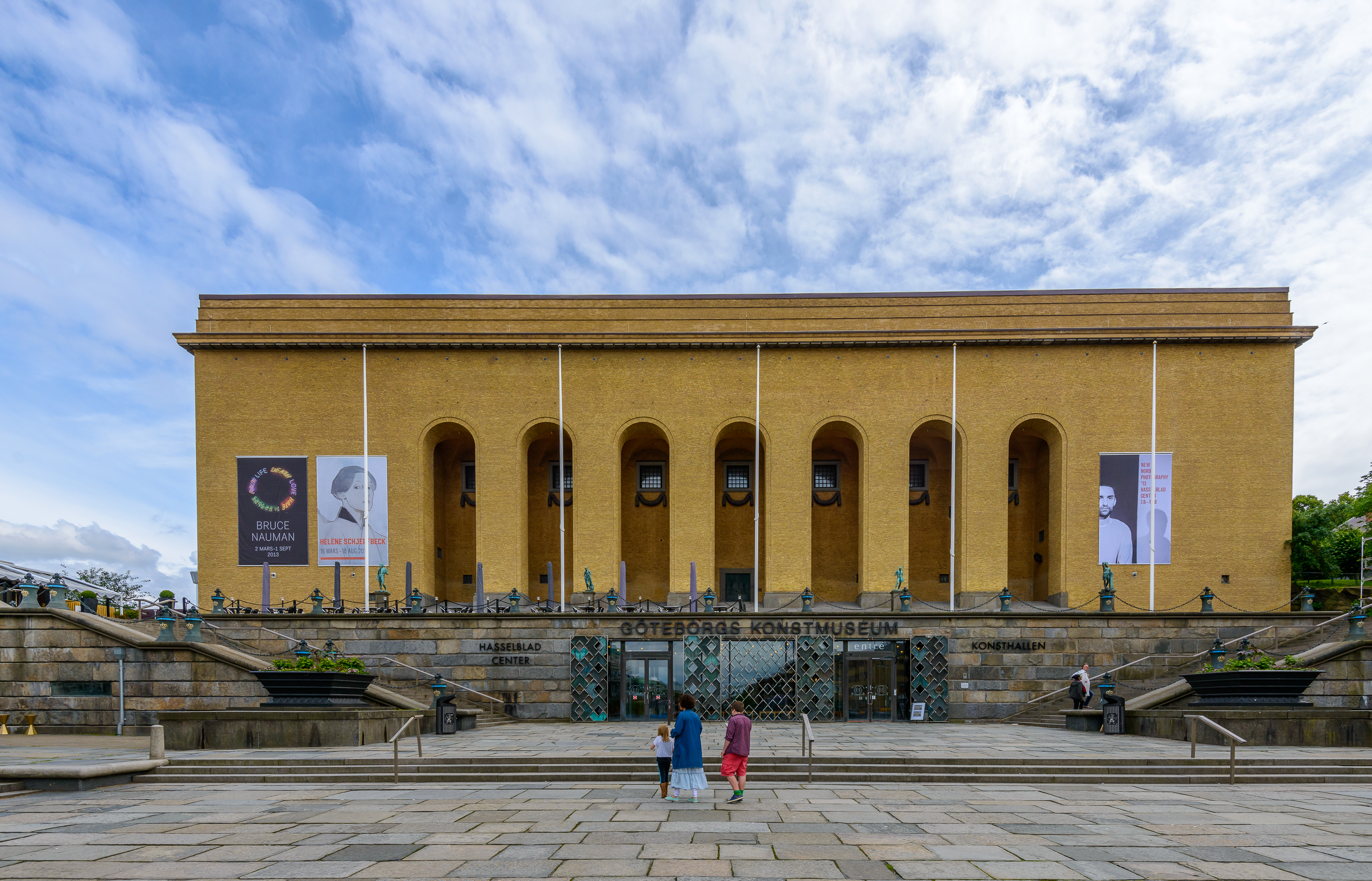

哥特堡美術館（瑞典語：Göteborgs konstmuseum）是位於瑞典城市哥特堡的一座美術館。哥特堡美術館擁有世界最頂級的19世紀後期美術藏品，但同樣也收藏19世紀之前的美術品和當代藝術美術品，包括莫奈、畢卡索和倫勃朗等大家之作。

## 外部連結
- 官方網站（页面存档备份，存于）

57°41′49″N 11°58′48″E / 57.69694°N 11.98000°E